# Angomont
Angomont település Franciaországban, Meurthe-et-Moselle megyében. Lakosainak száma 75 fő (2022. január 1.). Angomont Badonviller, Bionville, Bréménil, Pierre-Percée és Saint-Sauveur községekkel határos.

## Népesség
A település népességének változása:
| Lakosok száma | 118  | 88   | 87   | 99   | 84   | 81   | 78   | 76   | 75   | 75   |
|               | 1968 | 1982 | 1990 | 2006 | 2013 | 2015 | 2017 | 2019 | 2020 | 2022 |